# David Garrick (film fra 1916)
David Garrick er en amerikansk stumfilm fra 1916 af Frank Lloyd.

## Medvirkende
- Dustin Farnum som David Garrick.
- Winifred Kingston som Ada Ingot.
- Herbert Standing som Simon Ingot.
- Frank A. Bonn som Squire Richard Chivy.
- Lydia Yeamans Titus som Araminta.